# Marie Kurz

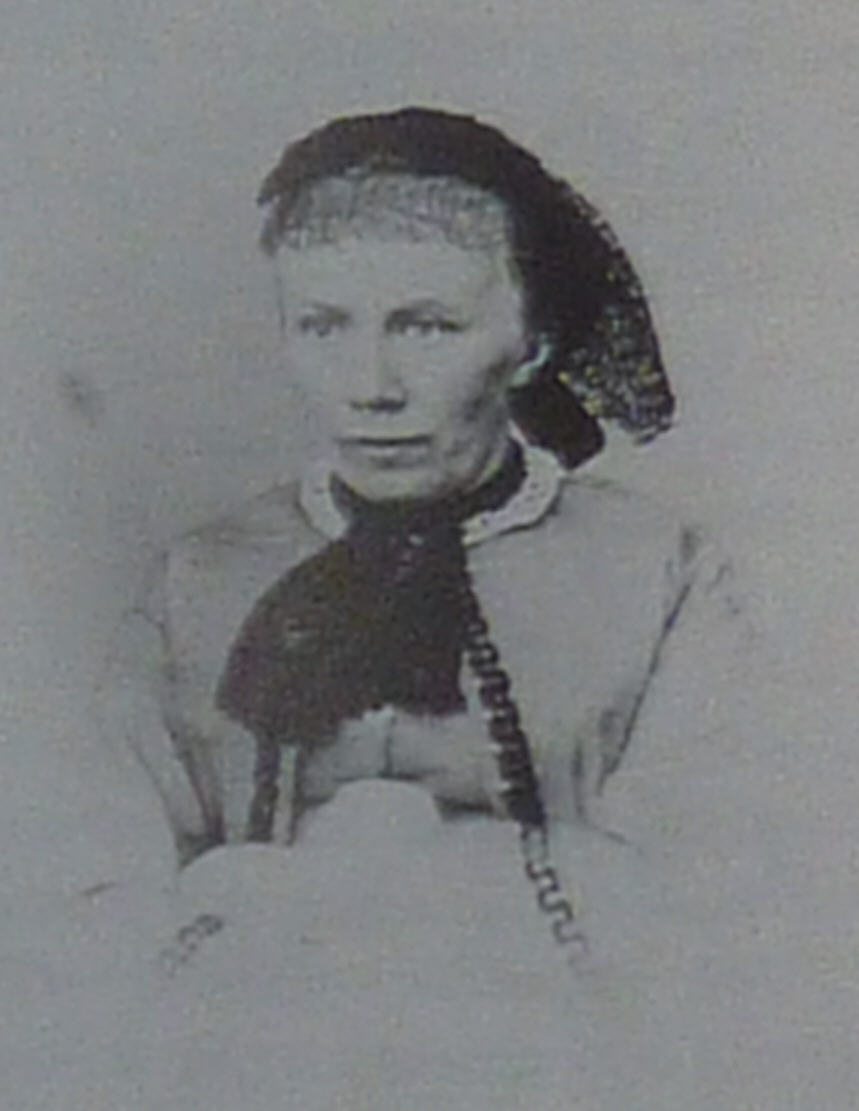
Marie Kurz

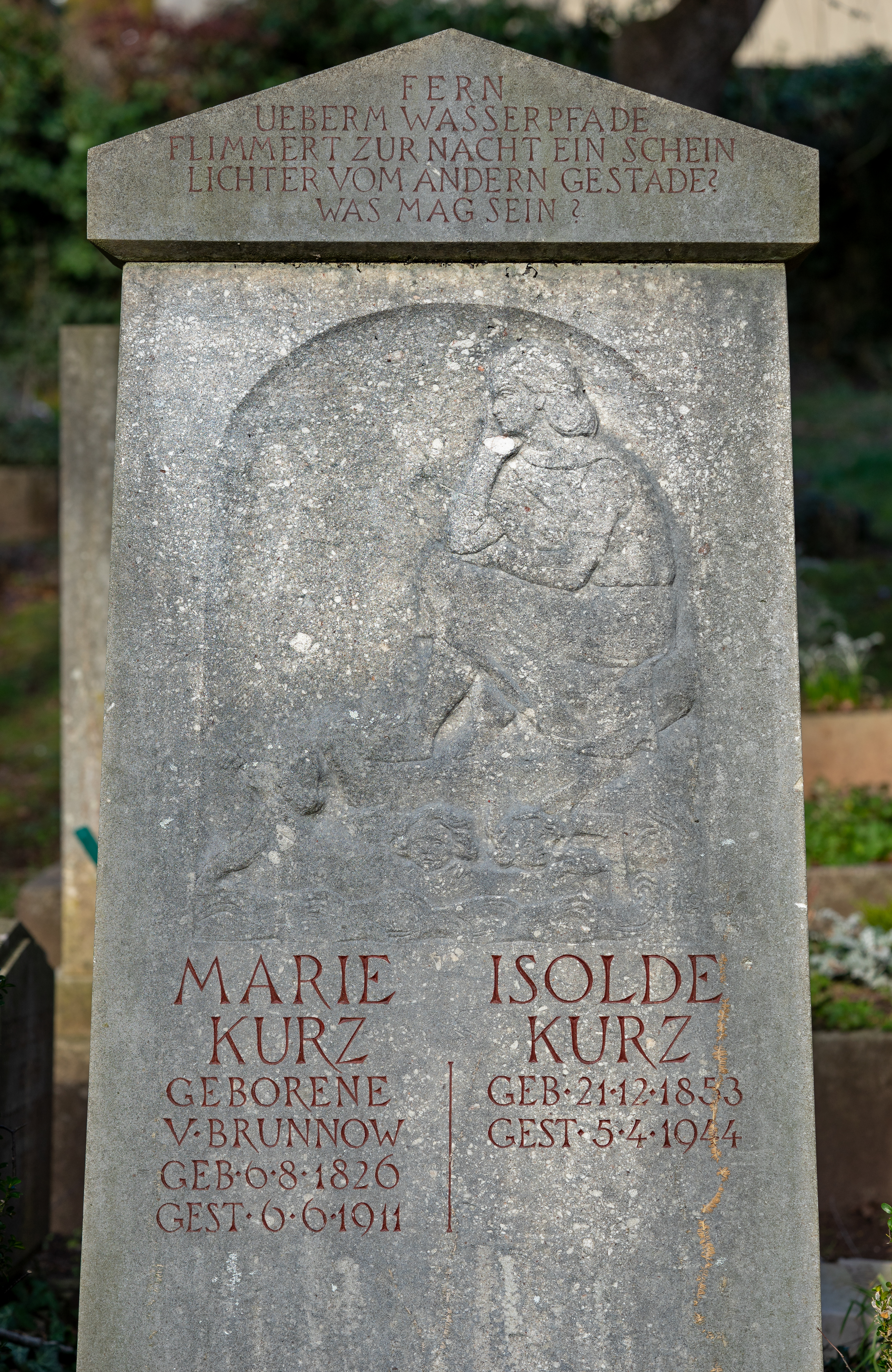
Grabstein in Tübingen

Marie Kurz (* 6. August 1826 in Ulm als Eva Maria Freiin von Brunnow; † 26. Juni 1911 in München) war eine Sozialistin („Rote Marie“) und Pazifistin. Sie war die Ehefrau des Schriftstellers, Publizisten und Übersetzers Hermann Kurz sowie Mutter der Schriftstellerin Isolde Kurz und des Bildhauers Erwin Kurz.

## Leben
Die Eltern von Marie Kurz waren der Oberst August Freiherr von Brunnow (* Königsberg in Franken 1781, † Obereßlingen 1850) und Wilhelmine Freifrau von Brunnow, geb. Edle von Oetinger (* Stuttgart 1794; † Dätzingen 1843). Deren Großvater väterlicherseits, der Oberst Heinrich Reinhard Ritter und Edler von Oetinger, Herr auf Hohlach bei Uffenheim und Archshofen (* Stuttgart 1738; † Rottweil 1796, offenbar durch Suizid wegen Überschuldung), war bemerkenswerterweise ein Neffe des pietistischen freimaurerfreundlichen Prälaten Friedrich Christoph Oetinger, der in seiner Sozialutopie Die Güldene Zeit (1759–1761) für mehr Freiheit, Gleichheit und Mitmenschlichkeit plädierte und 1775 in seinem bekanntesten, von Georg Adam Eger gefertigten, Porträt mit den drei Großen Lichtern der Freimaurerei, Bibel, Zirkel und Winkelmaß abgebildet wurde; dazuhin war Heinrich Reinhard Ritter und Edler von Oetinger ein Bruder des durch seine Ehefrau Charlotte von Barckhaus-Wiesenhütten (1756–1823) mit Goethe verschwägerten Stuttgarter Freimaurers und radikal-aufklärerischen Illuminaten Eberhard Christoph Ritters und Edlen von Oetinger (1743–1805). Diese Beziehung von Marie Kurz zu ihrem Ururgroßonkel Prälat Friedrich Christoph Oetinger und dessen Neffen Eberhard Christoph kann zur fortschrittlichen Familientradition beigetragen haben.
Eva Maria Freiin von Brunnow wuchs in Stuttgart und Ludwigsburg auf. Nachdem ihre Familie ein Landgut in Oberesslingen gekauft hatte, zog sie dorthin. Sie erhielt eine für eine Frau des 19. Jahrhunderts ungewöhnlich umfassende Bildung. Dies machte sie zu einer Liebhaberin der Literatur und Verehrerin der Antike. Gleichzeitig war sie Pazifistin und eine frühe Sozialistin. Während der Revolution von 1848/49 war sie politisch im demokratischen Lager aktiv. Sie trat als revolutionäre Rednerin auf und verfasste politische Manifeste. Aus Protest gegen die bürgerlichen Kleidervorschriften trug sie in dieser Zeit eine bäuerliche Tracht.
Am 23. Februar 1848 lernte sie in Esslingen am Neckar den Theologen und Schriftsteller Hermann Kurz kennen, den sie 1851 heiratete. Aus der Ehe gingen vier Söhne, darunter der Radikalsozialist Edgar Conrad Kurz (* 1853; † 1904), der Bildhauer Erwin Kurz und die Tochter Isolde hervor, die später das Leben von Marie Kurz in Meine Mutter literarisch würdigte.
„Frl. Kurz“ legte schon vor ihrer Heirat den Adelstitel ab und nahm den bürgerlichen Namen ihres Mannes an. In Verbindung mit ihrer politischen Tätigkeit, auch gemeinsam mit ihrem Mann, galt dies als Ausdruck einer liberalen, republikanischen Gesinnung. Nach dem Tod ihres Mannes zog sie nach Italien, von wo sie erst 1910 zurückkehrte.